# Riceville (Louisiane)
Pour les articles homonymes, voir Riceville.
La zone non incorporée de Riceville est située dans la paroisse de Vermilion, dans l’État de Louisiane, aux États-Unis.

## Source
- (en) Cet article est partiellement ou en totalité issu de l’article de Wikipédia en anglais intitulé « Riceville, Louisiana » (voir la liste des auteurs).